# ولاسین
ولاسین (به ترکی آذربایجانی: Valasin) یک منطقهٔ مسکونی در جمهوری آذربایجان است که در شهرستان اسماعیللی واقع شده‌است.